# Kisfarok-szabály
A kisfarok-szabály egy informális stratégia, amit írók használnak a rágalmazásvádak elkerülésére. A New York Times cikke így írta le 1998-ban:
…Ahhoz, hogy egy fiktív portré perelhető legyen, annyira pontosnak kell lennie, hogy a könyv olvasójának minden gond nélkül könnyű legyen összekapcsolni a kettőt," mondta Mr. Friedman. Így aztán, folytatta, a rágalmazással foglalkozó ügyvédeknél van erre egy szabály, amit kisfarok-szabályként ismernek. Az írók úgy tudnak védekezni a rágalomvádak ellen, hogy azt írják egy szereplőről, hogy kis farka van, mondta Mr. Friedman. „Nincs férfi, aki előállna és azt mondaná: Az a nagyon kis farokkal rendelkező szereplő én vagyok!”
A kisfarok-szabályra utaltak egy 2006-os vitában, amely Michael Crowley és Michael Crichton között zajlott. Crowley azt állította, hogy miután kedvezőtlen kritikát írt Crichton State of Fear című regényéről, Crichton rágalmazta őt azzal, hogy Next című regényében Mick Crowleynak nevezett el egy szereplőt. A regénybeli Mick Crowley gyermekeket molesztál, a könyvben washingtoni újságíróként említik, aki a Yale-re járt és kicsi a farka.